# Championnat de république démocratique du Congo de football 2002
Navigation
Saison suivante
La saison 2002 du Championnat de république démocratique du Congo de football est la quarante-cinquième édition de la première division en république démocratique du Congo, la Ligue Nationale de Football. La compétition rassemble les six meilleures formations du pays, qui sont passées par des championnats régionaux pour se qualifier.
C'est le FC Saint Éloi Lupopo qui est sacré champion à l'issue de la saison, après avoir terminé en tête du classement final, avec deux points d'avance sur le tenant du titre, le TP Mazembe et sept sur l'AS Vita Club. C'est le sixième titre de l'histoire du club, le premier depuis douze ans.

## Clubs participants
- TP Mazembe - Tenant du titre
- FC Saint Éloi Lupopo - Champion de la région de Katanga
- AS Vita Club - Champion de la région de Kinshasa
- CS Cilu - Champion de la région du Bas-Congo
- FC Saint-Luc - Champion de la région du Kasaï-occidental
- AS Makinku - Champion de la région du Kasaï-oriental

## Compétition
Le barème de points servant à établir les classements se décompose ainsi :
- Victoire : 3 points
- Match nul : 1 point
- Défaite : 0 point

### Classement
| Rang | Équipe               | Pts | J  | G | N | P | Bp | Bc | Diff |
| ---- | -------------------- | --- | -- | - | - | - | -- | -- | ---- |
| 1    | FC Saint Éloi Lupopo | 25  | 10 | 8 | 1 | 1 | 17 | 4  | +13  |
| 2    | TP MazembeT          | 23  | 10 | 7 | 2 | 1 | 27 | 5  | +22  |
| 3    | AS Vita Club         | 18  | 10 | 5 | 3 | 2 | 24 | 12 | +12  |
| 4    | CS Cilu              | 9   | 10 | 3 | 0 | 7 | 5  | 14 | -9   |
| 5    | AS Saint-Luc         | 8   | 10 | 2 | 2 | 6 | 3  | 17 | -14  |
| 6    | AS Makinku           | 3   | 10 | 1 | 0 | 9 | 5  | 29 | -24  |

|  | Qualification pour la Ligue des champions de la CAF 2003 |
|  | T : Tenant du titre                                      |

### Matchs
| Résultats (▼dom., ►ext.) | Lup | Maz   | Vit | Cil   | Sai   | Mak   |
| FC Saint Éloi Lupopo     |     | 1-1   | 0-1 | gagné | 4-1   | gagné |
| TP Mazembe               | 0-1 |       | 3-1 | 3-0   | 4-0   | 8-0   |
| AS Vita Club             | 0-2 | 1-1   |     | 2-0   | 1-1   | 6-2   |
| CS Cilu                  | 1-2 | 1-3   | 1-4 |       | perdu | gagné |
| AS Saint-Luc             | 0-2 | 0-1   | 1-1 | 0-2   |       | 0-2   |
| AS Makinku               | 0-5 | perdu | 1-7 | perdu | perdu |       |

## Bilan de la saison
| Championnat de république démocratique du Congo de football 2002 |                                 |
| Champion                                                         | FC Saint Éloi Lupopo (6e titre) |
| Coupes et trophées                                               |                                 |
| Vainqueur de la Coupe de république démocratique du Congo 2002   | US Kenya                        |
| Qualifications continentales                                     |                                 |
| Ligue des champions de la CAF 2003                               | FC Saint Éloi Lupopo            |
| Coupe des Coupes 2003                                            | US Kenya                        |
| Coupe de la CAF 2003                                             | DC Motema Pembe                 |
| Promotions et relégations                                        |                                 |
| Promus en Linafoot                                               | Aucun                           |
| Relégués                                                         | Aucun                           |